# Шорово
Шо́рово (чув. Шорово) — деревня в Красночетайском районе Чувашской Республики. Входит в состав Атнарского сельского поселения.

## География
Находится в северо-западной части Чувашии на расстоянии приблизительно 4 км на юго-восток от районного центра села Красные Четаи.

## История
Упоминается с 1938 года. В 1939 учтено 260 жителей, в 1979—161. В 2002 году было 52 двора, в 2010 — 40 домохозяйств. В 2010 году действовал СХПК «Коминтерн».

## Население
Постоянное население составляло 132 человека (чуваши 99 %) в 2002 году, 103 в 2010.